# Micranthes fusca
Micranthes fusca är en stenbräckeväxtart som först beskrevs av Carl Maximowicz, och fick sitt nu gällande namn av S.Akiyama och H.Ohba. Micranthes fusca ingår i släktet rosettbräckor, och familjen stenbräckeväxter.

## Underarter
Arten delas in i följande underarter:
- M. f. kikubuki
- M. f. kiusiana

## Bildgalleri

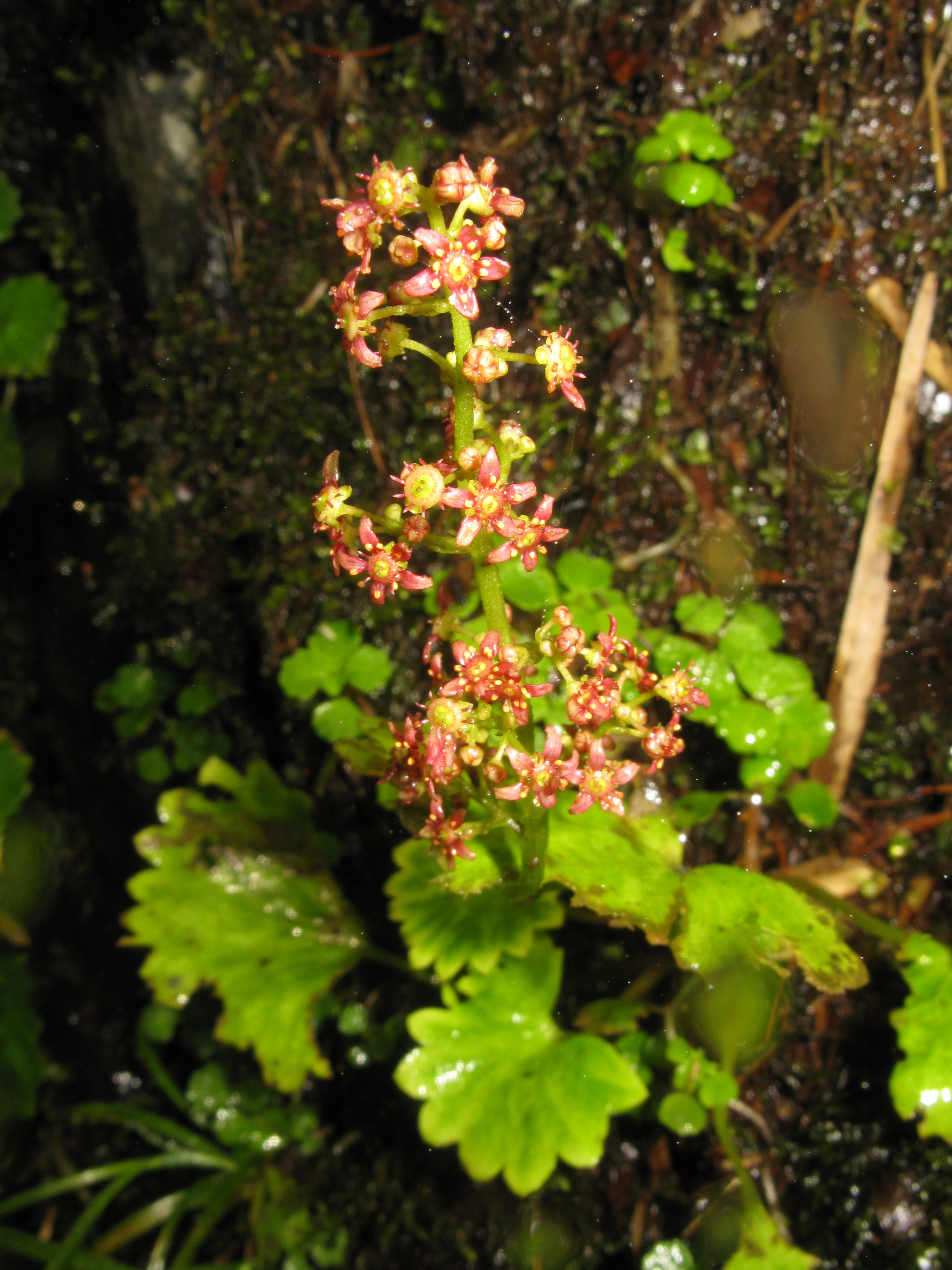